# استفتاء الحكم الذاتي في جرينلاند (2008)
تم إجراء استفتاء غير ملزم على الحكم الذاتي في جرينلاند في 25 نوفمبر 2008 لدعم أو معارضة قانون الحكم الذاتي في جرينلاند. تمت الموافقة القانون بموافقة 75% (63% في نوك وحدها) ونسبة إقبال 72%. كان الاستفتاء غير الملزم يتعلق بالحكم المحلي الموسع في 30 منطقة، بما في ذلك الشرطة والمحاكم وخفر السواحل؛ وأعطى جرينلاند رأياً في السياسة الخارجية؛ وقدم تقسيماً أكثر تحديداً لعائدات النفط المستقبلية؛ وجعل اللغة الجرينلاندية اللغة الرسمية الوحيدة في جرينلاند.
تم الإعلان عن الاستفتاء من قبل رئيس الوزراء هانس إنوكسن في 2 يناير 2008. كما أعلن إنوكسن عن إطلاق حملة إعلامية ونقاشية حول مسألة الحكم الذاتي. وشمل ذلك اجتماعات دار البلدية في جميع أنحاء البلاد.

## خلفية تاريخية
أصبحت جرينلاند مستعمرة دنماركية-نرويجية في عام 1775 وأصبحت مقاطعة تابعة للدنمارك في عام 1953. وفي عام 1979، أصبحت دولة مستقلة داخل مملكة الدنمارك، مع برلمان وسيطرة محلية على الرعاية الصحية والمدارس والخدمات الاجتماعية. وفي عام 1985، انسحبت من المجموعة الاقتصادية الأوروبية آنذاك (المعروفة الآن باسم الاتحاد الأوروبي) للحفاظ على سيطرتها على الصيد في مياهها. كانت هناك بعض الحركة نحو الاستقلال، ولكن -بتشجيع من الدنمارك- تم إعاقتها؛ بسبب حاجة جرينلاند إلى الإعانات الاقتصادية.
حدد تقرير عام 2003 الصادر عن لجنة الحكم الذاتي ستة احتمالات لمستقبل جرينلاند. هذه كانت:
- الاستقلال التام.
- الاتحاد مع دولة أخرى، أو المعروف باسم الاتحاد الشخصي مع الدنمارك، على غرار مملكة أيسلندا السابقة (1918–44).
- الارتباط الحر، على غرار العلاقة بين بالاو والولايات المتحدة، أو المملكة المتحدة مع دومينيوناتها مثل كندا وأستراليا في بداية القرن العشرين.
- الاتحاد.
- زيادة الحكم الذاتي بما يتجاوز القاعدة الداخلية الموجودة آنذاك.
- الاندماج الكامل.

## اقتراح توسيع الحكم المحلي
على الرغم من أنه كان استفتاء غير ملزم، إلا أن البرلمان الدنماركي أيده ووعد باحترام نتائجه. دخل توسيع الحكم الذاتي حيز التنفيذ في 21 يونيو 2009، وهو الذكرى الثلاثين لتأسيس الحكم الذاتي، عندما دخل قانون الحكم الذاتي في جرينلاند حيز التنفيذ.
اكتسبت جرينلاند سيطرة أكبر على الشرطة وخفر السواحل والمحاكم. وبالإضافة إلى ذلك، أصبحت اللغة الجرينلاندية هي اللغة الرسمية الوحيدة.
وسيتم تقسيم عائدات النفط بشكل مختلف، حيث تذهب أول 75 مليون كرونة دانمركية (13.1 مليون دولار أمريكي) إلى جرينلاند، بينما يتم تقسيم الإيرادات المتبقية بالتساوي مع الدنمارك.
سيتم إلغاء الإعانات المالية المُقدّمة من كوبنهاجن تدريجياً. الدعم كان يبلغ 3.5 مليار كرونة (588 مليون دولار) سنوياَ، وهو ما يمثل حوالي ثلث الناتج المحلي الإجمالي للجزيرة البالغ 10.5 مليار كرونة  وما يقرب من ثلثي إجمالي دخل حكومة الحكم المحلي البالغ 6.1 مليار كرونة.
ويُعترف بسكان جرينلاند أيضاً كشعب منفصل بموجب القانون الدولي.
قوبلت التغييرات بتشكك من بعض السياسيين الدنماركيين. قال بير أوروم يورجنسن، الذي ساعد في التفاوض على الاتفاقية، إن الأمر قد يستغرق "30-40 عاماً" قبل أن تصبح جرينلاند مستعدة لتولي مسئولية نفسها. ادعى النائب سورين إسبرسن من حزب الشعب الدنماركي بشكل مثير للجدل أن سكان جرينلاند قد "تعرضوا لغسيل أدمغة بدعاية غير مسبوقة" وأنه يعتقد أن "مشاكل ضخمة تنتظرهم في المستقبل".

## النتائج
تمت الموافقة على الاستفتاء. كانت حكومة جرينلاند تسعى إلى الاستقلال المستقبلي، واعتبر بعض المراقبين النتيجة بمثابة "خطوة كبيرة" في هذا الاتجاه.
| انتخاب                          | انتخاب                          | الأصوات | %      |
| ------------------------------- | ------------------------------- | ------- | ------ |
| نعم                             | نعم                             | 21٬355  | 76.22  |
| لا                              | لا                              | 6٬663   | 23.78  |
| المجموع                         | المجموع                         | 28٬018  | 100.00 |
|                                 |                                 |         |        |
| الأصوات الصحيحة                 | الأصوات الصحيحة                 | 28٬018  | 99.12  |
| الأصوات الباطلة والفارغة        | الأصوات الباطلة والفارغة        | 250     | 0.88   |
| مجموع الأصوات                   | مجموع الأصوات                   | 28٬268  | 100.00 |
| الناخبين المسجلين ومعدل الإقبال | الناخبين المسجلين ومعدل الإقبال | 39٬285  | 71.96  |
| المصدر: Valg                    |                                 |         |        |